# باول ماهوني
باول ماهوني (بالإنجليزية: Paul Mahoney) هو عالم قانوني أمريكي، ولد في 1959.